# Shanghai-Museum

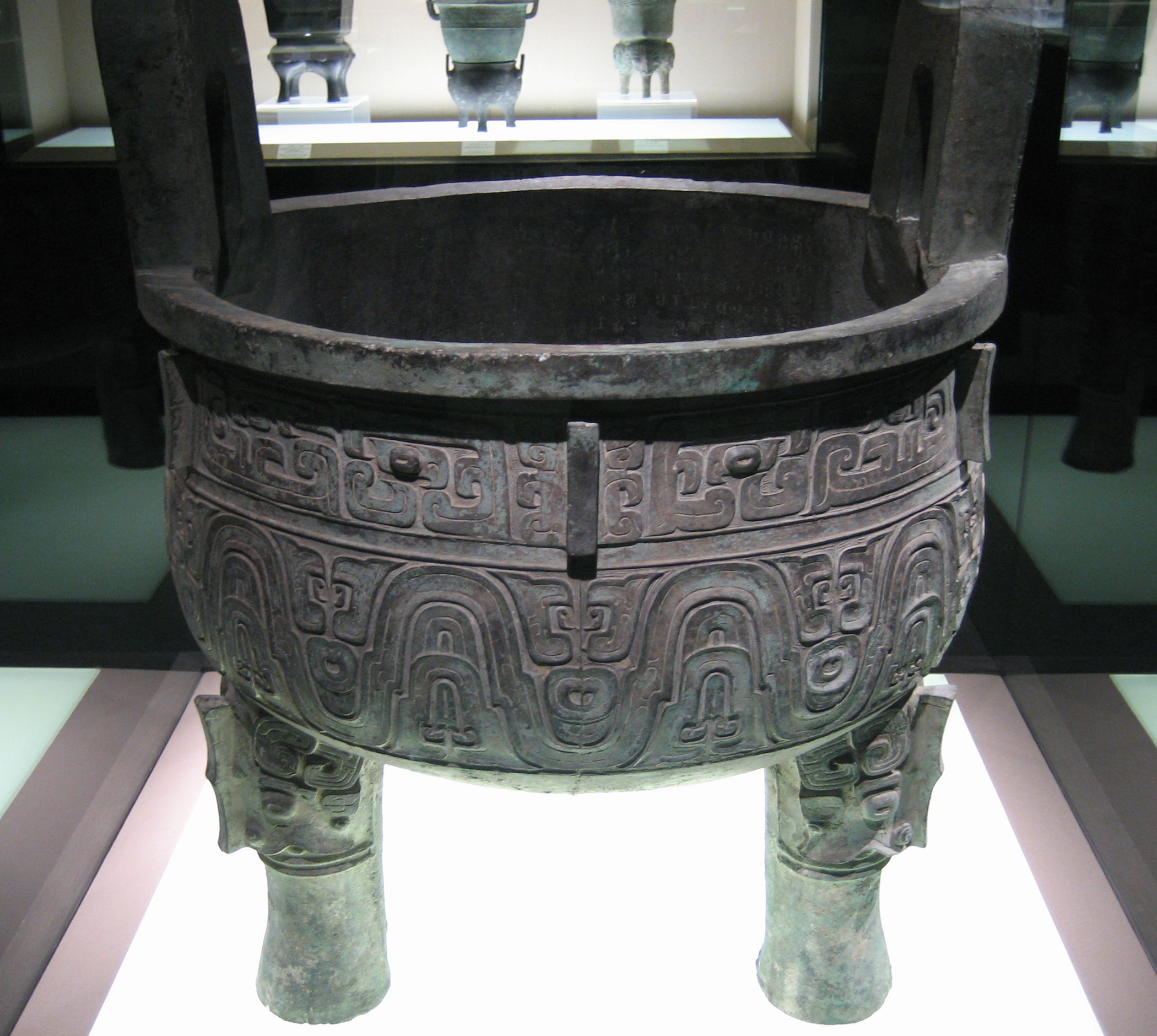
Dake Ding (大克鼎)
Späte Westliche Zhou-Dynastie

Das Shanghai-Museum (chinesisch 上海博物館 / 上海博物馆, Pinyin Shànghǎi Bówùguǎn; englisch Shanghai Museum) ist eines der kulturellen Zentren der Stadt Shanghai in China.
2017 hatte das Museum 2.087.597 Besucher und gehört damit zu den meistbesuchten Kunstmuseen der Welt.

## Geschichte
Vorläufer war das Shanghai Museum der Royal Asiatic Society, welches seit 1932 in deren Art déco Bau in der Nähe des Bund angesiedelt war. Das Museum wurde 1952 geschlossen und die Bestände auf drei Museen Shanghais aufgeteilt, darunter auch das neue Shanghai-Museum. Gegründet wurde das heutige Museum im Jahre 1952 an der Nanjing-West-Straße und war zunächst im ehemaligen Pferderennklub angesiedelt. Es wurde 1959 in die Henan-Süd-Straße ausgelagert. 1992 wurde beschlossen, für das Museum einen Neubau am Platz des Volkes zu errichten. Baubeginn war 1993, das Gebäude des Architekten Xing Tonghe wurde 1996 fertiggestellt.
Das Museum verfügt heute über eine Ausstellungsfläche von insgesamt 39.200 Quadratmetern. Seine äußere Form mit einem runden Obergeschoss auf einer quadratischen Basis spiegelt das altchinesische Weltbild des runden Himmels über einer quadratischen Erde wider. Die vier halbkreisförmigen Aufsätze auf dem Dach erinnern an die Henkel eines antiken dreifüßigen Kultgefäßes vom Typ Ding. 

## Bestände
Ein Teil der Bestände kamen 1952 aus dem alten Shanghai Museum der Royal Asiatic Society. Das Museum hat zehn Galerien, die einen umfassenden Überblick über die chinesische Kunst und Kultur bieten. Es birgt rund 140.000 Artefakte.

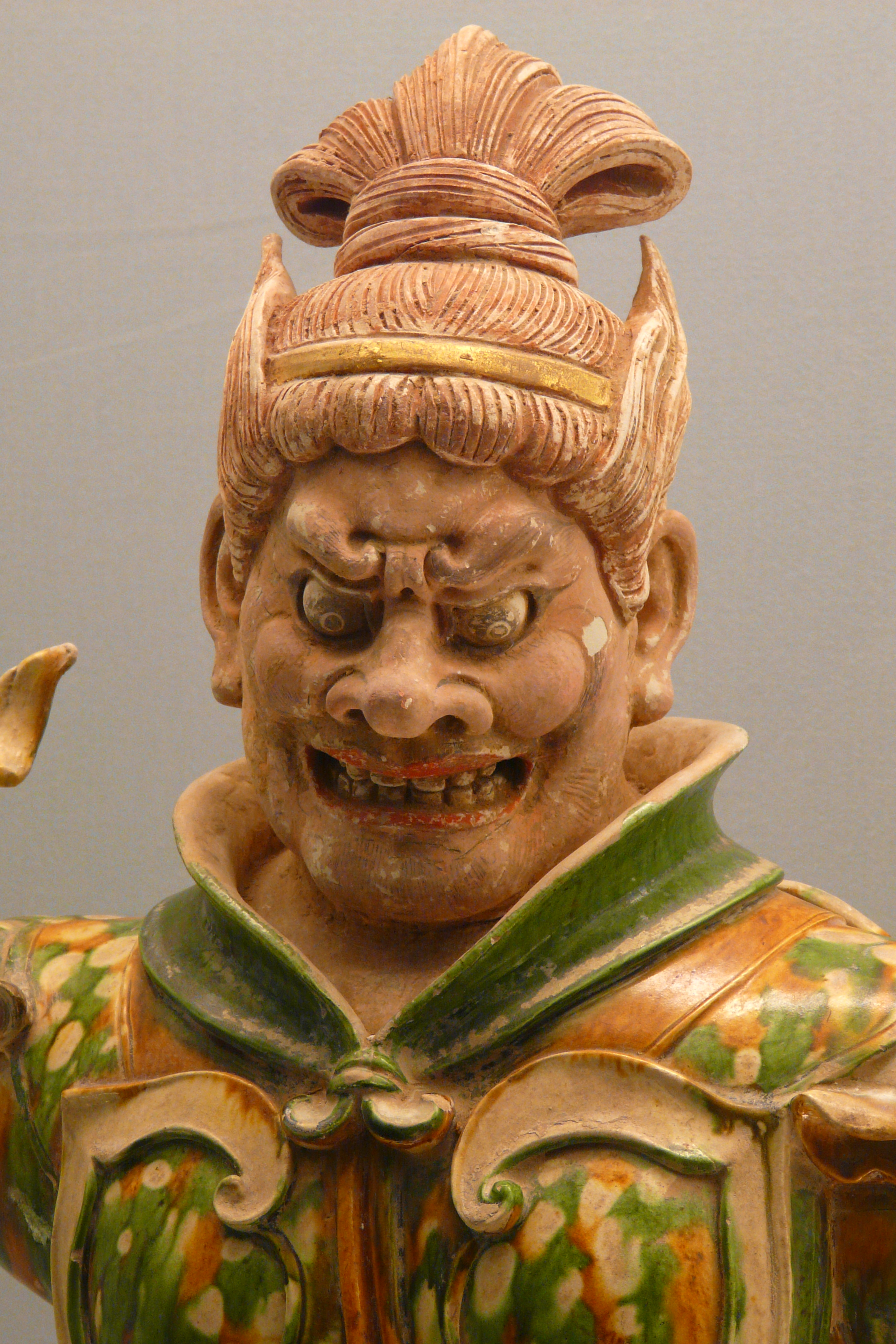
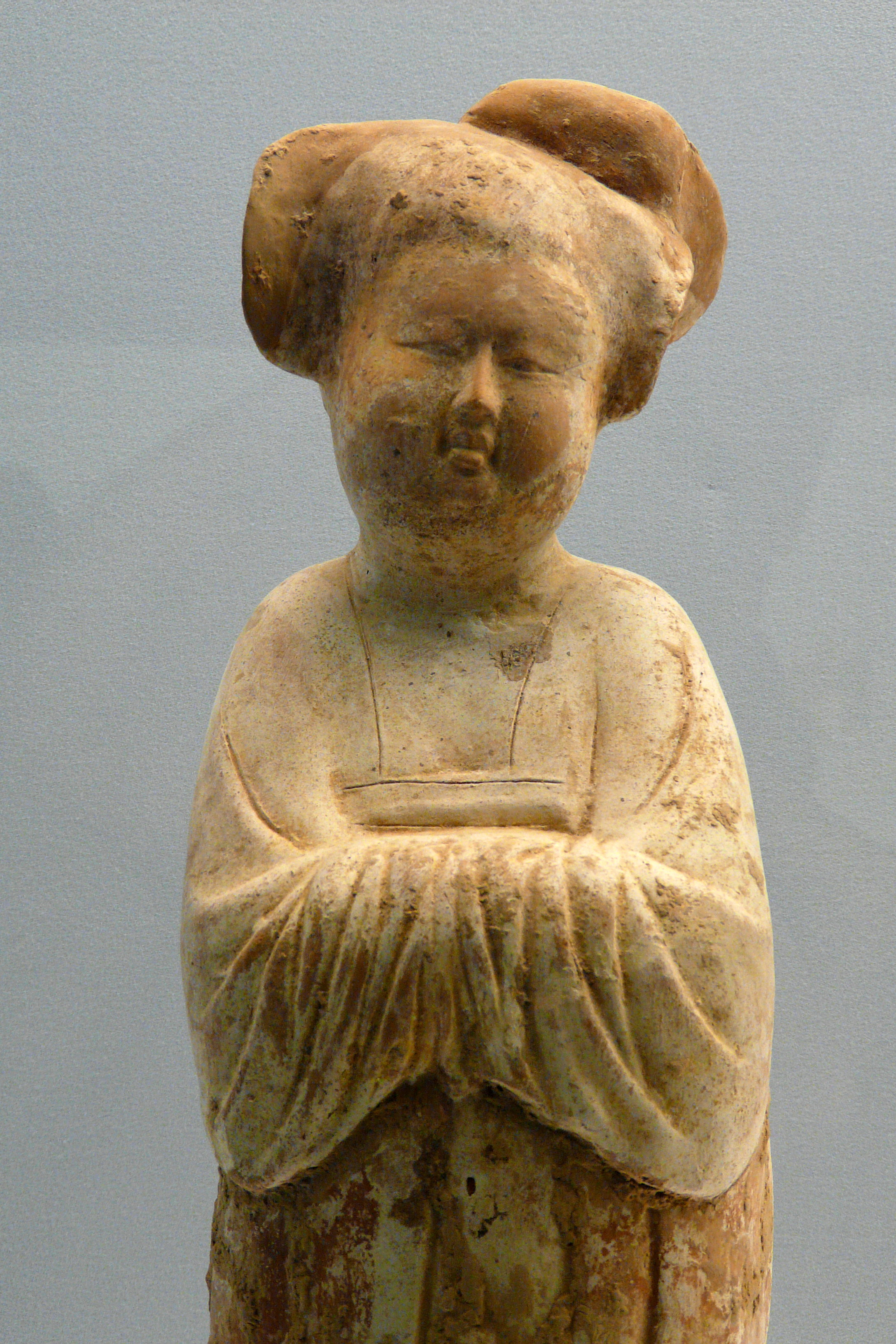
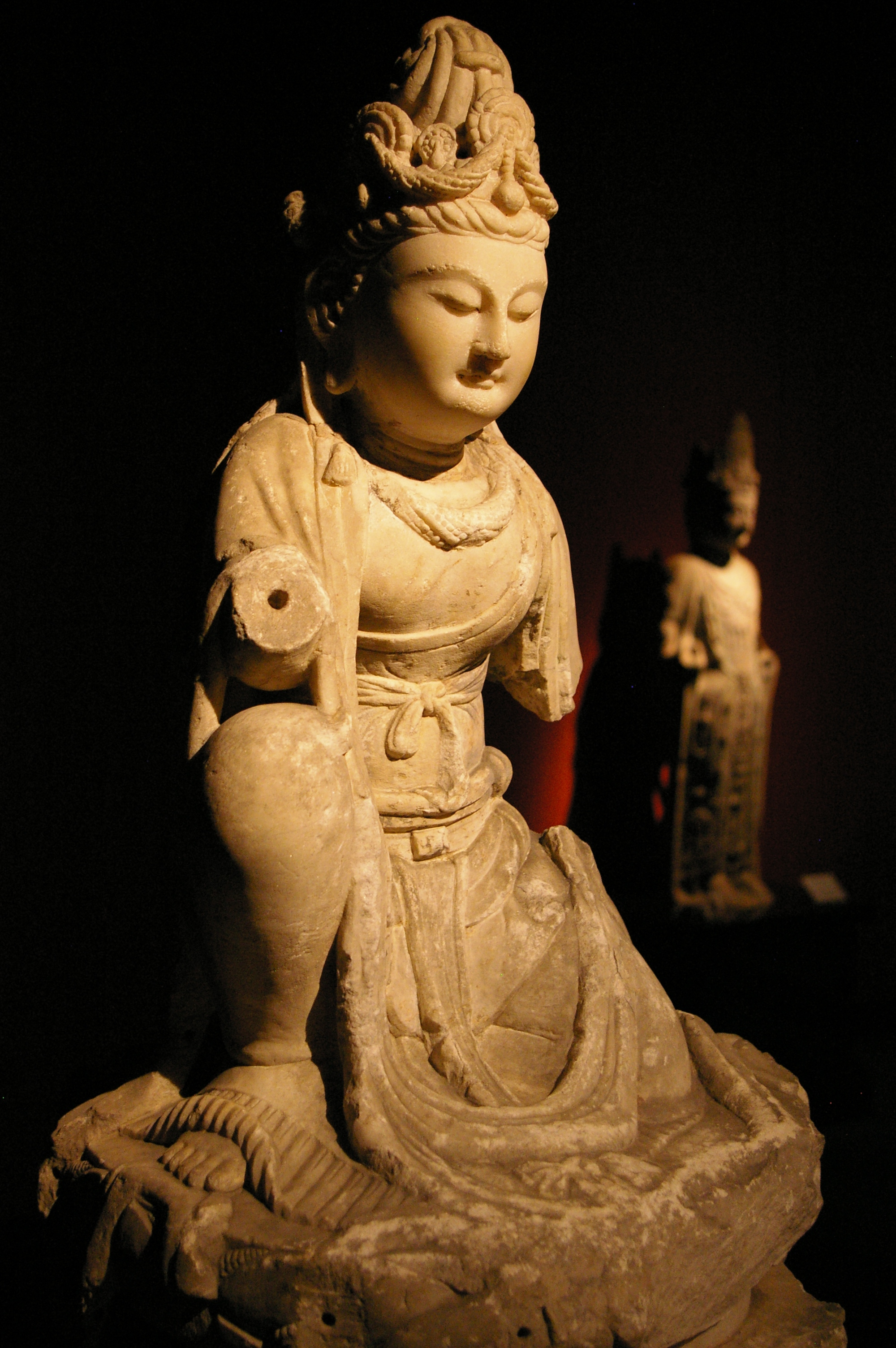
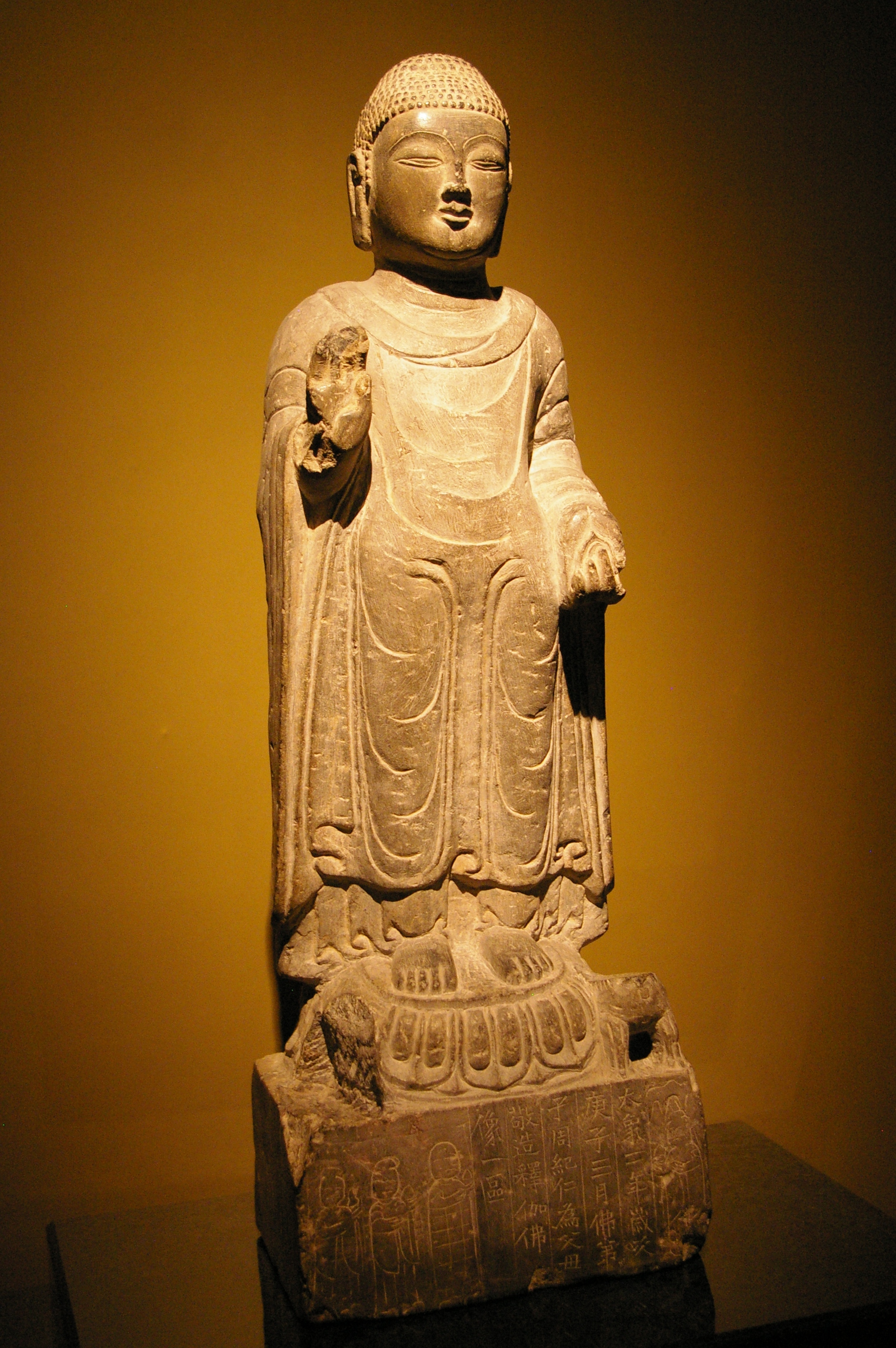
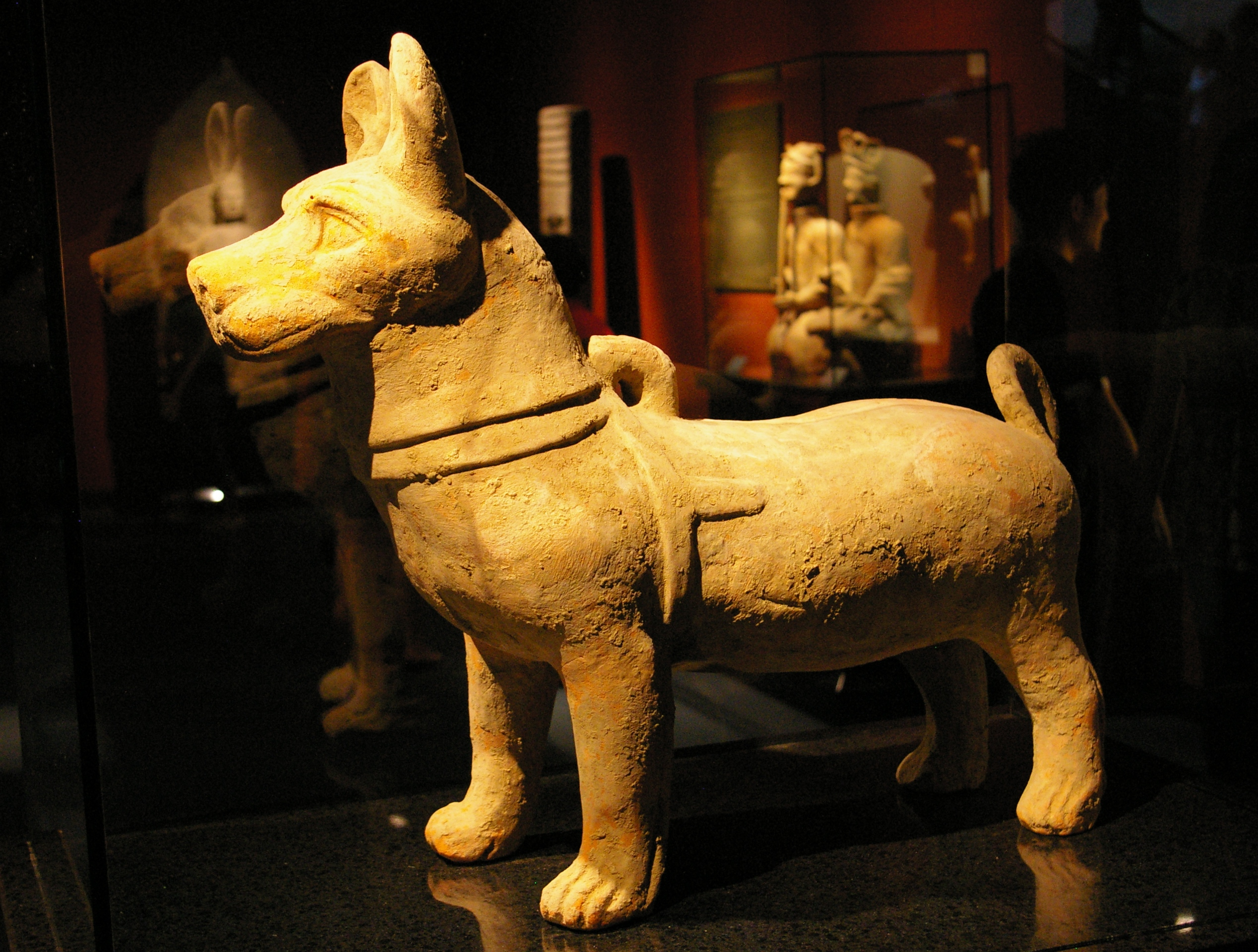